# Paralatonia transylvanica
Paralatonia transylvanica — вид викопних жаб родини Круглоязикові (Discoglossidae). Існував у кінці крейдяного періоду (70-65 млн років тому). Викопні рештки виду були знайдені у пластах формації Денсус-Ціула неподалік села Веліоара (Румунія) у 2003 році. Голотип (FGGUB v. 455) має розмір скелета 5 см завдовжки.